# روزانا لافيل
روزانا لافيل (بالإنجليزية: Rosanna Lavelle)‏ هي ممثلة بريطانية، ولدت في 8 أغسطس 1979 في المملكة المتحدة.

## انظر ايضًا
- آن كريستين
- آيلا بلير
- أليس إيفانز

## وصلات خارجية
- روزانا لافيل على موقع IMDb (الإنجليزية)
- روزانا لافيل على موقع قاعدة بيانات الفيلم (الإنجليزية)